# Strong (album Anette Olzon)
Strong – drugi solowy album studyjny szwedzkiej wokalistki Anette Olzon.

Wydawnictwo ukazało się 10 września 2021 nakładem wytwórni Frontiers Records.

## Lista utworów
Opracowano na podstawie materiału źródłowego
| Nr  | Tytuł utworu           | Długość |
| --- | ---------------------- | ------- |
| 1.  | „Bye Bye Bye”          | 4:35    |
| 2.  | „Sick of You”          | 5:07    |
| 3.  | „I Need to Stay”       | 4:56    |
| 4.  | „Strong”               | 4:35    |
| 5.  | „Parasite”             | 4:09    |
| 6.  | „Sad Lullaby”          | 5:24    |
| 7.  | „Fantastic Fanatic”    | 5:15    |
| 8.  | „Who Can Save Them”    | 4:38    |
| 9.  | „Catcher of My Dreams” | 5:10    |
| 10. | „Hear Them Roar”       | 4:41    |
| 11. | „Roll The Dice”        | 4:49    |
|     |                        | 53:19   |

| Utwór dodatkowy – edycja japońska | Utwór dodatkowy – edycja japońska  | Utwór dodatkowy – edycja japońska |
| Nr                                | Tytuł utworu                       | Długość                           |
| --------------------------------- | ---------------------------------- | --------------------------------- |
| 1.                                | „Sad Lullaby (Orchestral Version)” | 5:18                              |

## Twórcy
Opracowano na podstawie materiału źródłowego.
- Anette Olzon – wokal prowadzący, produkcja
- Magnus Karlsson – gitara, produkcja
- Johan Husgafvel – gitara basowa
- Anders Köllerfors – perkusja
- Jacob Hansen – miksowanie

## Notowania na listach przebojów
| Lista (2019)                        | Pozycja |
| ----------------------------------- | ------- |
| Niemcy (Offizielle Deutsche Charts) | 86      |
| Szwajcaria (Alben Top 100)          | 41      |
| Wielka Brytania (OCC)               | 11      |